# 李大吉
李大吉（1539年—1588年），字九彰，號常所，浙江杭州府仁和縣人，匠籍，明朝政治人物。

## 生平
隆慶元年（1567年）丁卯科浙江鄉試第三十八名舉人。隆慶五年（1571年）中式辛未科會試第二百十六名，三甲第一百七十四名進士。工部觀政，授江西新喻知县，萬曆五年（1577年）七月选授礼科给事中，六年升工科右，出为宝庆府知府，十年正月升福建都转运盐使司运使，十五年十月升江西湖东道右参政，十六年奏服病故。

## 家族
曾祖李俊；祖父李昂；父李壁，贈給事中；母張氏；繼母丁氏。永感下。